# Molandier
Molandier é uma comuna francesa na região administrativa de Occitânia, no departamento de Aude. Estende-se por uma área de 19,84 km². Em 2010 a comuna tinha 242 habitantes (densidade: 12,2 hab./km²).